# ムーラン (調理器具)

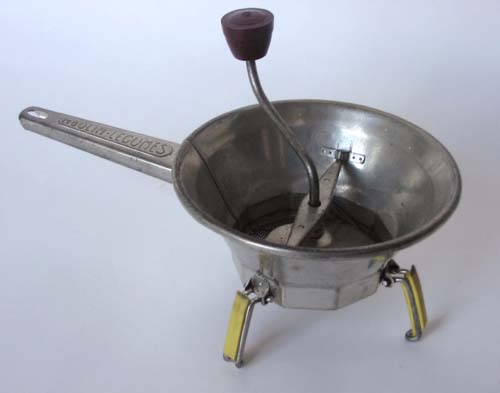
ムーラン

ムーラン（ムーラン・ア・レギューム、仏: moulin à légume）は、主にフランスなどで用いられる調理器具。「野菜のミル」という意味があり、しばしば「粉砕器」、「挽砕器」、「フードミル」とも訳される。乾物を挽くのではなく、茹でたジャガイモやトマトなどをピュレ（裏ごし）するのに使用される。一般的な裏ごし器に比べ大量に、また多くの力を用いずに裏ごしできる。裏ごし用の刃を粗いものや細かいものに交換できるものもある。